# Arktos (Verlag)
Arktos ist ein Verlag mit Sitz in London. Er wurde 2010 als schwedisch-englisches Gemeinschaftsprojekt gegründet. Arktos ist einer der führenden Verlage der Neuen Rechten in Europa. Verlagsleiter ist Daniel Friberg.

## Geschichte und Verlagsprogramm
Arktos bezeichnet seine Publikationen als ideologieübergreifend, wenngleich ein Schwerpunkt bei Autoren der europäischen Neuen Rechten liegt. Beim Verlag wurden bisher mehr als 115 Bücher veröffentlicht. Das Verlagsprogramm erhielt Rezensionen u. a. in Junge Freiheit, Sezession, Deutsche Stimme, The American Conservative, bei AdBusters, Los Angeles Reader, The New York Times, New England Review, The New American und Occidental Observer.
Der Verlag veranstaltete im Juni 2013 den 5. Kongress „Identitär Idé“ in Stockholm. Als Referenten nahmen u. a. Paul Gottfried (paläokonservativer Philosoph), Manuel Ochsenreiter (Zuerst!) und Philippe Vardon (Bloc identitaire) teil. Arktos verlegt auch das Buch der Identitären Bewegung von Markus Willinger (Die Identitäre Generation).

## Nähe zum Rechtsextremismus
Nach Angaben des britischen antifaschistischen Magazins Searchlight Magazine bestehen zwischen Verlag und der schwedischen neonazistischen Szene enge Kontakte. Im Hintergrund des Verlages stehe NFSE-Media, das Unternehmen, das für die Internetseite der rechtsextremen Plattform Metapedia verantwortlich ist.

## Autoren (Auswahl)
| - Alain de Benoist - Ricardo Duchesne - Alexander Dugin - Koenraad Elst - Guillaume Faye - Paul Gottfried | - Pierre Krebs - Alex Kurtagić - Pentti Linkola - Tito Perdue - Roger Scruton - Sri Sri Ravi Shankar | - Troy Southgate - Hans-Jürgen Syberberg - Dominique Venner - Gábor Vona |